# Wolfgang Zöllner
Wolfgang Zöllner (* 31. Dezember 1928 in Marktredwitz) ist ein deutscher Rechtswissenschaftler.

## Werdegang
Zöllner nahm 1948 ein Studium der Rechtswissenschaft an der Universität München auf, das er 1952 mit der ersten juristischen Staatsprüfung abschloss. 1953 wurde er bei Alfred Hueck mit einer Arbeit zu Stammkapital und Geschäftsanteil bei der Umwandlung einer Aktiengesellschaft in eine Gesellschaft mit beschränkter Haftung zum Dr. iur. promoviert. Nach der zweiten juristischen Staatsprüfung 1956 wurde Zöllner wissenschaftlicher Assistent bei Alfred Hueck, bei dem er sich 1960 habilitierte (Titel der Habilitationsschrift: Die Schranken mitgliedschaftlicher Stimmrechtsmacht bei den privatrechtlichen Personenverbänden). 1963 folgte er einem Ruf an die Universität Mainz und wechselte 1966 an die Universität zu Köln. Ab 1969 lehrte er bis zu seiner Emeritierung 1997 an der Universität Tübingen.
Zöllner hat als Autor zahlreicher Aufsätze, Bücher und Kommentare das Recht der Aktiengesellschaft und der GmbH sowie das Arbeitsrecht in den letzten Jahrzehnten maßgeblich mitgeprägt. Er ist seit 2001 Ehrendoktor der Universität Athen. Zu seinen Schülern zählen Manfred Lieb, Hugo Seiter, Ulrich Noack und Hans Hanau.

## Veröffentlichungen (Auswahl)
- Die Schranken mitgliedschaftlicher Stimmrechtsmacht bei den privatrechtlichen Personenverbänden. Beck, München 1963.
- Wertpapierrecht. 14. Auflage, Beck, München 1987, ISBN 3-406-30925-9.
- (begründet von Adolf Baumbach, fortgeführt von Alfred Hueck) 18. Auflage von Wolfgang Zöllner und  Lorenz Fastrich: GmbH-Gesetz. 20. Auflage, Beck, München 2013, ISBN 3-406-63188-6.
- (mit Karl-Georg Loritz und Curt Wolfgang Hergenröder): Arbeitsrecht. 7. Aufl. Beck, München 2015, ISBN 3-406-64624-7.